# U-Bahnhof Sáenz Peña

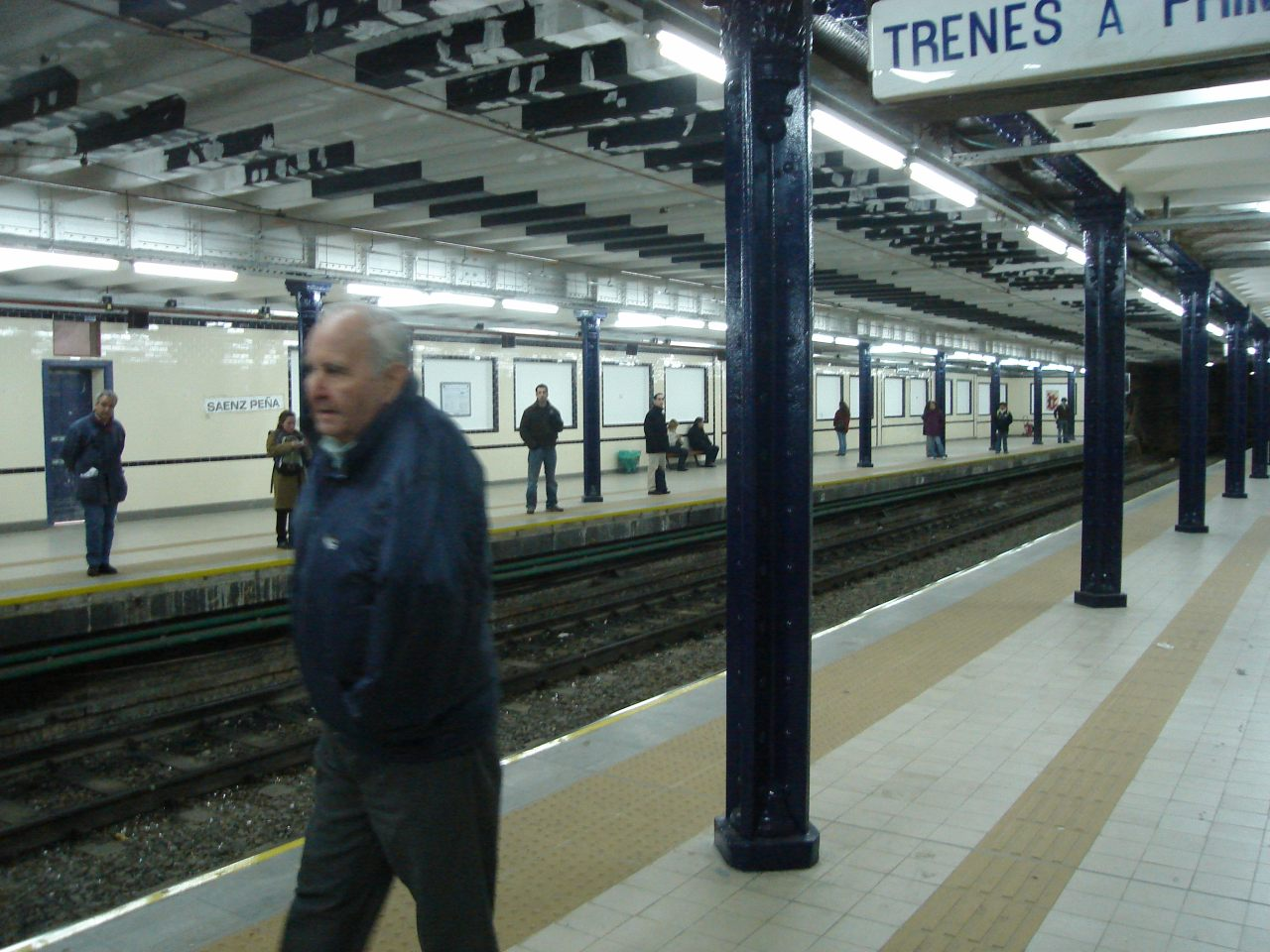
U-Bahnhof Sáenz Peña

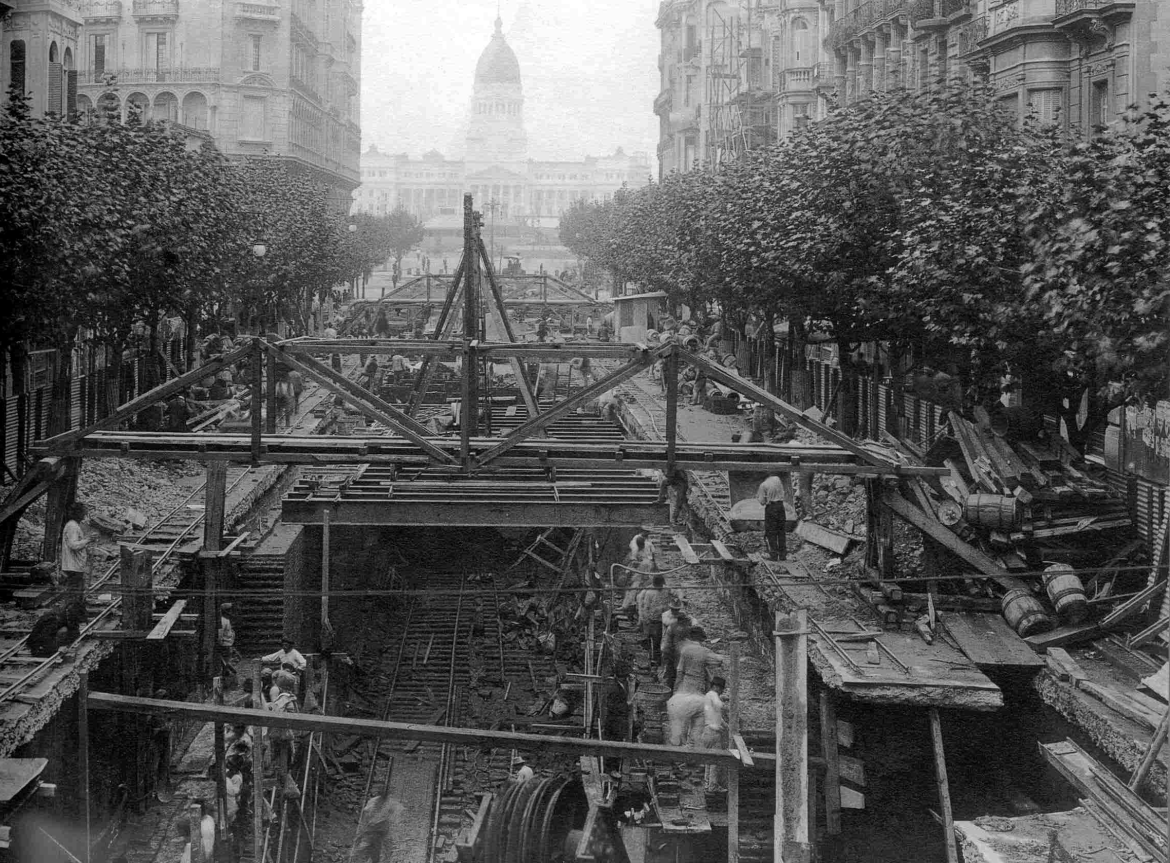
Bau des U-Bahnhofes, 1912

Der U-Bahnhof Sáenz Peña ist eine Station der Linie A der Subterráneos de Buenos Aires und ist Teil des Abschnittes Plaza de Mayo–Plaza Miserere, der als Erster des Netzes am 1. Dezember 1913 eröffnet wurde. Der U-Bahnhof befindet sich unterhalb des westlichen Endes der Avenida de Mayo zwischen der namensgebenden Calle Luis Sáenz Peña und Calle San José. Namensgeber der Straße wie des Bahnhofes ist Luis Sáenz Peña, argentinischer Präsident zwischen 1892 und 1985.

## Geschichte
Der U-Bahnhof Sáenz Peña wurde gemeinsam mit dem Abschnitt zwischen der Plaza de Mayo und der Plaza Miserere am 1. Dezember 1913 in Betrieb genommen. Auch dieser Bahnhof erhielt die üblichen Seitenbahnsteige, das Bahnhofsmobiliar, die Säulen und Zierleisten erhielten eine dunkelblaue Lackierung. Die Wände sind weiß gefliest.
1997 wurde der U-Bahnhof als nationales historisches Denkmal (monumento histórico nacional) eingestuft.
In den letzten Jahren fanden verschiedene Sanierungsmaßnahmen im Bahnhof statt, unter anderem eine Erneuerung der Wandfliesen, eine Erhöhung der Bahnsteige sowie der Einbau einer Fahrtreppe.

## Anbindung
Am U-Bahnhof bestehen Umsteigemöglichkeiten zu zahlreichen Bussen (colectivos).
| Linie | Verlauf |
| ----- | --- |
|       | Plaza de Mayo – Perú – Piedras – Lima – Sáenz Peña – Congreso – Pasco – Alberti – Plaza Miserere – Loria – Castro Barros – Río de Janeiro – Acoyte – Primera Junta – Puán – Carabobo – San José de Flores – San Pedrito |